# Carl Gotthard Langhans
Carl Gotthard Langhans (Landeshut, Silésia, 15 de dezembro de 1732 — Grüneiche, Wrocław, 1 de outubro de 1808) foi um arquiteto alemão. Suas obras são classificadas como pertencentes ao início do classicismo na Alemanha. Sua obra mais famosa é o Portão de Brandemburgo em Berlim. Foi sepultado no Großer Friedhof (Wrocław), cemitério não mais existente.

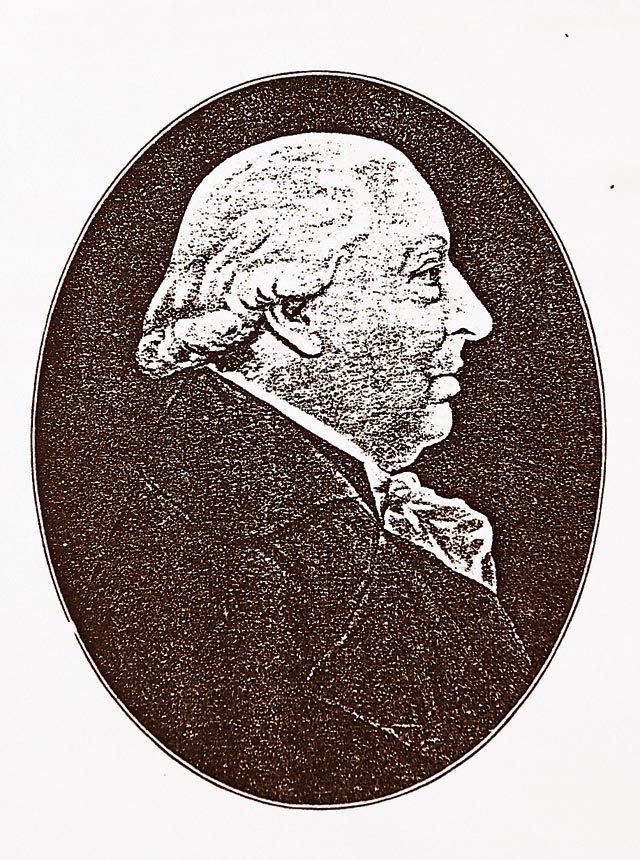
Carl Gotthard Langhans em idade avançada

## Obras

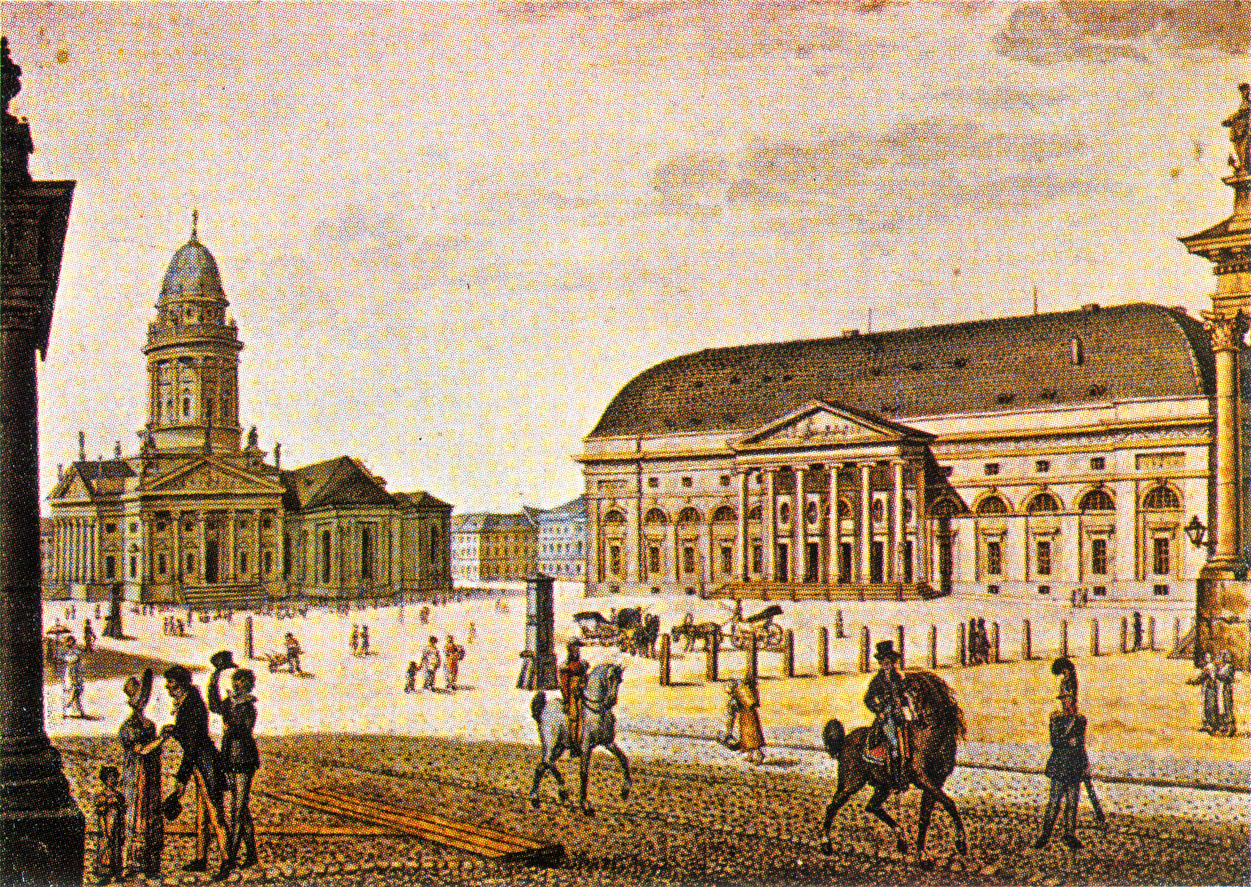
Gendarmenmarkt mit Deutschem Nationaltheater, Aquarell von Friedrich August Calau, ca. 1815

- Treppenhaus und Muschelsaal im Schloss Rheinsberg (1766–69), erhalten
- Das Palais Hatzfeld in Breslau (1765–1773), 1945 bis auf den Portikus zerstört
- Speisesaal im Palais des Justizministers von Zedlitz in Breslau (1775–76), zerstört
- Schloss Romberg (Samotwór) bei Canth (1776–1781), als Hotel Palac Alexandrów erhalten
- Pyramide in Rosen, Kreis Kreuzburg/ Schlesien (1780), erhalten
- Theater Breslau (1782), 1841 durch einen Neubau (Architekt war sein Sohn Carl Ferdinand Langhans) ersetzt
- Das Palais Wallenberg-Pachaly in Breslau(1785-1787), erhalten
- Evangelische Kirche in Waldenburg (1785–1788)
- Evangelische Kirche in Groß Wartenberg (1785–1789)
- Mohrenkolonnaden Berlin-Mitte Mohrenstrae 37b und 40/41 (1787), erhalten[1]
- Anatomisches Theater der Tierarzneischule in Berlin (1787-1790), erhalten
- Belvedere im Schlosspark, Berlin-Charlottenburg (1788–90), erhalten
- Sternwarte Halle (1788), erhalten
- Festsaal im Niederländischen Palais, Berlin (1789-1790), zerstört
- Pfeilersaal im Berliner Schloss (1789-1791), zerstört
- Tanzsaal im Schloss Bellevue, Berlin-Tiergarten (1789/90), erhalten
- Inneneinrichtung des Marmorpalais (1789–91) im Neuen Garten von Potsdam, erhalten
- Brandenburger Tor, Berlin (1789–91), erhalten
- Theater für das Schloss Charlottenburg, Berlin (1787–91), als Museum für Vor- und Frühgeschichte erhalten
- Evangelische Kirche in Reichenbach (1795–1798)
- Plan der Fasanerie in Poremba [Poręba (powiat pszczyński)] bei Pless (1800), erhalten
- Deutsches Nationaltheater auf dem Gendarmenmarkt, Berlin (1800–02), 1817 abgebrannt, Vorgängerbau des Berliner Schauspielhauses
- Elbschloß Kehnert (1803), erhalten